# Eukalyptorhynchia
Infra-ordre
Les Eukalyptorhynchia sont un infra-ordre de vers plats aquatiques du sous-ordre des Kalyptorhynchia (ordre des Rhabdocoela).

## Systématique
Le nom valide complet (avec auteur) de ce taxon est Eukalyptorhynchia Meixner (d), 1928.

### Sous-taxons
Selon la base de données World Register of Marine Species (20 décembre 2023), l'infra-ordre des Eukalyptorhynchia comprend les familles suivantes :
- famille des Aculeorhynchidae Schilke, 1969
- famille des Bertiliellidae Rieger & Sterrer, 1975
- famille des Cicerinidae Meixner, 1928
- famille des Crassicollidae Dean, 1977
- famille des Cystiplanidae Karling, 1964
- famille des Cytocystididae Karling, 1964
- famille des Gnathorhynchidae Meixner, 1929
- famille des Koinocystididae Meixner, 1924
- famille des Nannorhynchididae Evdonin, 1977
- famille des Placorhynchidae Meixner, 1938
- famille des Polycystididae Graff, 1905
- famille des Psammorhynchidae Karling, 1956
- famille des Rhynchokarlingiidae Timoshkin, 2004

Cet infra-ordre comprend également les genres incertae sedis suivants :
- genre Elvertia Noldt, 1989
- genre Lekanorhynchus Meixner, 1938
- genre Marirhynchus Schilke, 1970
- genre Syatkinella Timoshkin, 2004
- genre Zonorhynchus Karling, 1952

### Synonymes, reclassements
D'après World Register of Marine Species (20 décembre 2023) :
- la famille des Acrumenidae Karling, 1980 est descendue en sous-famille des Acrumeninae Karling, 1980, de la famille des Cicerinidae ;
- la famille des Cytocystidae Karling, 1964 est synonyme de Cytocystididae Karling, 1964 ;
- la famille des Gyratricidae Graff, 1905 est descendue en sous-famille des Gyratricinae Graff, 1905, de la famille des Polycystididae ;
- la famille des Koinocystidae est synonyme de Koinocystididae Meixner, 1924 ;
- la famille des Zonorhynchidae Karling, 1952 est synonyme de Cicerinidae Meixner, 1928.

### Publication originale
(de) Josef Meixner, « Aberrante Kalyptorhynchia (Turbellaria: Rhabdocoela) aus dem Sande der Kieler Bucht », Zoologisher Anzeiger, vol. 77, 1928, p. 229-253